# Пруидзе, Георгий
Георгий Пруидзе (груз. გიორგი ფრუიძე; род. 2 июня 1994 года, Цхалтубо) — грузинский профессиональный регбист, играющий на позиции внутреннего трехчетвертного (центра) за грузинскую команду «Батуми» и сборную Грузии. Участник Чемпионата мира по регби 2015 года.

## Биография
Первый профессиональный клуб «Айя» Кутаиси. В начале 2017 года подписал краткосрочный контракт с «Красным Яром», для участия в квалификации Европейского кубка вызова.Сыграл три матча, занес одну попытку. Летом этого же года подписал полноценный контракт с «яровцами». В дебютном матче отметился двумя попытками.
В сборной дебютировал перед Чемпионатом мира по регби 2015 года. Попал в окончательную заявку на турнир. Сыграл там матч против Аргентины.